# Эльдаров, Сираждин Хангереевич
Сираждин Хангереевич Эльдаров (18 августа 1954, с. Бамматюрт, Хасавюртовский район, Дагестанская АССР, РСФСР, СССР) — советский борец, призёр чемпионата СССР. Тренер.

## Биография
Родом из посёлка Тарки. По национальности — кумык. Является главным тренером АНО ССШ «Олимп», депутат Кумторкалинского районного Собрания на непостоянной основе, член Политической партии «Справедливая Россия — За правду». Заслуженный тренер СССР и России по вольной борьбе, «Лучший детский тренер России 2009 года». Является тренером, чемпионов мира и Европы Вагаба Казибекова, Насира Гаджиханова, а также паралимпийского призёра по дзюдо Ахмеда Газимагомедова.  
Сиражудин Эльдаров работал тренером молодёжной сборной Азербайджана, а также помощником главного тренера сборной Азербайджана Магомеда Алиомарова.
В последние годы его ученики становились победителями первенств Европы и мира

## Достижения

### Спортивные достижения =
- Чемпионат СССР по вольной борьбе 1977 —

### Личные достижения =
- Заслуженный работник физической культуры Российской Федерации (21 июля 2025 года) — за заслуги в развитии физической культуры и спорта, многолетнюю добросовестную работу[4].